# Perfluorohexano
Perfluoro-hexano (C6F14) ou tetradecafluoro-hexano, é um fluorocarbono. É um derivado de hexano no qual todos os átomos de hidrogênio são substituídos por átomos de flúor. É usado em formulações de líquidos de refrigeração em circuitos eletrônicos como o Fluorinert para aplicações de baixa temperaturas devido a seu baixo ponto de ebulição de 56°C e ponto de fusão de -90 °C. É inodoro e incolor.